# Bobot
 Bobot  je obec v okrese Trenčín na Slovensku. Žije zde 719 obyvatel.

## Historie
První písemná zmínka o vesnici pochází z roku 1240.

## Přírodní poměry
Obec se nachází dvacet kilometrů jihovýchodně od Trenčína. Nachází se na úpatí Strážovkých vrchů a do jejího správního území zasahuje část přírodní památky Potok Machnáč.

## Pamětihodnosti
Ve vsi stojí katolický kostel svatého Mikuláše ze 14. století a kaplička Panny Marie Sedmibolestné z roku 1945.

## Osobnosti
- Michal Rešetka (1794–1854), římskokatolický kněz
- Mikuláš Jozef Lexmann (1899–1952), převor dominikánského kláštera v Košicích, zemřel v internaci v klášteře v Králíkách.